# Profetizando às Nações
Profetizando às Nações é o oitavo álbum de estúdio de Fernanda Brum, lançado em 19 de abril de 2006 pela MK Music. Foi disco de platina triplo, certificado pela ABPD.
Seu tema principal é o evangelismo, a igreja perseguida (cristãos perseguidos ao redor do mundo) e missões, que foi focado desde o projeto gráfico até às canções. Há a participação de Arianne em "Jesus, Meu Primeiro Amor" e de Marcus Salles em "Outra Vez", onde ele representa Jesus. A obra recebeu elogios da crítica especializada.
Um ano depois do lançamento do disco, a música "Na Corte do Egito" recebeu uma nova versão pelo grupo Trazendo a Arca, registrada no álbum Marca da Promessa, que se tornou um sucesso nas rádios cristãs do Brasil.

## Faixas
| N.º            | Título                                   | Compositor(es)                                      | Duração |  |
| 1.             | "Eu Vou (África)"                        | Livingston Farias                                   | 05:14   |  |
| 2.             | "Profetizando às Nações"                 | Emerson Pinheiro                                    | 03:43   |  |
| 3.             | "Aos Teus Pés"                           | Luiz Arcanjo e Deco Rodrigues                       | 03:32   |  |
| 4.             | "Peniel"                                 | Duda Andrade                                        | 04:27   |  |
| 5.             | "Filho de Davi"                          | Emerson Pinheiro e Davi Fernandes                   | 04:11   |  |
| 6.             | "Vem com Tua Onda"                       | Emerson Pinheiro e Fernanda Brum                    | 05:24   |  |
| 7.             | "Redenção"                               | Emerson Pinheiro e Fernanda Brum                    | 05:14   |  |
| 8.             | "Jesus, Meu Primeiro Amor feat. Arianne" | Antônio Cirilo                                      | 06:56   |  |
| 9.             | "Glória da Segunda Casa"                 | Eyshila                                             | 05:10   |  |
| 10.            | "Vale de Ossos Secos"                    | Livinsgton Farias e Fernanda Brum                   | 03:56   |  |
| 11.            | "Na Corte do Egito"                      | Luiz Arcanjo e Deco Rodrigues                       | 04:05   |  |
| 12.            | "Outra Vez feat. Marcus Salles"          | Emerson Pinheiro, Fernanda Brum e Klênio            | 03:58   |  |
| 13.            | "Unção de Ousadia"                       | Davi Fernandes e Jill Viegas                        | 03:13   |  |
| 14.            | "Paz pra Jerusalém"                      | Livingston Farias                                   | 05:13   |  |
| 15.            | "Dias de Elias"                          | Emerson Pinheiro, Fernanda Brum e Livingston Farias | 04:36   |  |
| 16.            | "Me Arrependo"                           | Emerson Pinheiro, Fernanda Brum e Kleber Lucas      | 04:55   |  |
| Duração total: | Duração total:                           | Duração total:                                      | 1h13min |  |

## Clipes
1. Eu Vou

## Ficha Técnica
- Produção executiva: MK Music
- Produção musical, arranjos e pianos: Emerson Pinheiro
- Gravado no MK Estúdio
- Técnicos de gravação: Rick Lunas e Wagner Pedretti
- Técnico de mixagem: Edinho Cruz e Rick Lunas
- Vozes gravadas no Estúdio Ville, no RJ
- Técnicos de gravação: Wagner Pedretti, Geidson e Rick Lunas
- Masterizado por Ricardo Garcia
- Teclados: Emerson Pinheiro e Tadeu Chuff
- Teclados nas músicas 1 e 11: Wagner Santos
- Guitarras e violões: Duda Andrade
- Bateria: Valmir Bessa
- Bateria nas músicas 3, 11, 13, 14: Leonardo Reis
- Baixo: Marcus Salles
- Baixo nas músicas 3, 11 e 14: Douglas Viana
- Percussão: Valmir Bessa, Leonardo Reis e Emerson Pinheiro
- Violinos nas músicas 2, 3, 4, 9, 14 e 15: Tutuca Borba
- Cordas nas músicas 7 e 14: Tadeu Chuff
- Vocal: Arianne, Nádia Santolli, Marcus Salles, Quézia, Marquinhos Menezes e Betânia Lima
- Participação especial na música "Jesus, Meu Primeiro Amor": Arianne
- Participação especial nas músicas 12 e 13: Marcus Salles (4/1)
- Oração em Hebraico na música 14: Rev. Joaquim Cantagali
- Fotos: Sérgio Menezes
- Criação de capa: MK Music

| Críticas profissionais | Críticas profissionais |
| Avaliações da crítica  | Avaliações da crítica  |
| Fonte                  | Avaliação              |
| ---------------------- | ---------------------- |
| Super Gospel           | (favorável)            |
| O Propagador           | [ 9 ]                  |
| Casa Gospel            | (favorável)            |